# さくらみくら

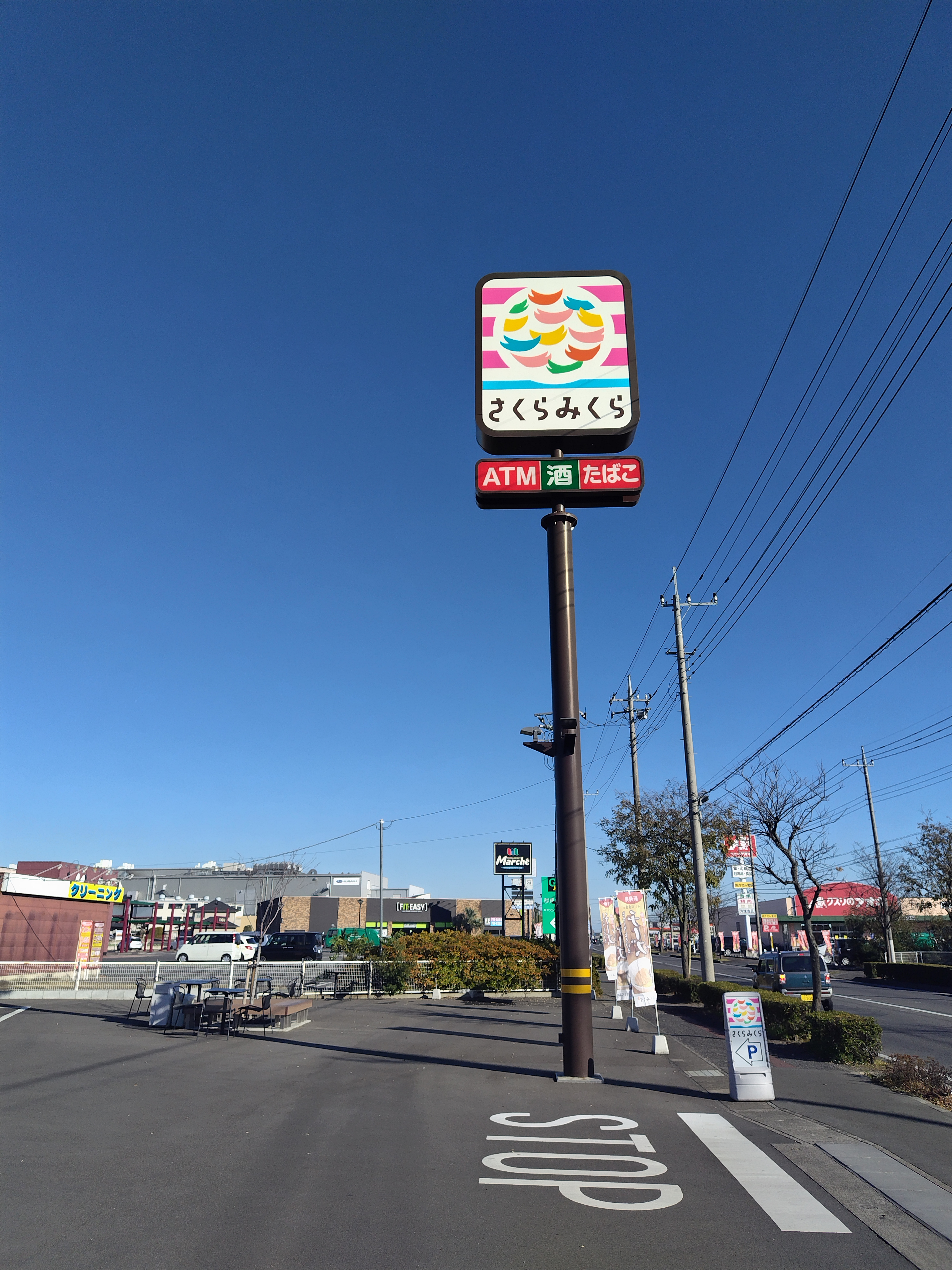
さくらみくらのポールサイン

さくらみくらとは、ゼンショーHDが群馬県の東毛地区を中心に展開するコンビニエンスストアである。
2024年4月現在、群馬県みどり市、伊勢崎市、太田市、館林市、桐生市、大泉町と神奈川県横浜市戸塚区に10店舗が存在する。

## 概要
2021年6月にゼンショーHDの完全子会社である株式会社さくらみくらによりオープンしたコンビニエンスストアである。群馬県東毛地区を中心に9店舗を展開している。フランチャイズ方式を採らず全て直営店である。店内調理設備のみくら食堂で、弁当やうどん、丼物を注文後に調理することが特色で、これが既存のコンビニとの差別化要素となっている。
2024年4月、神奈川県横浜市戸塚区に出店。これにより、神奈川県初出店、群馬県外初出店となる。こちらの店舗でも店内調理商品を提供するが、さくらシェフとなっており群馬県内店舗とメニューや提供方式が異なる。

## 店舗
みどり市

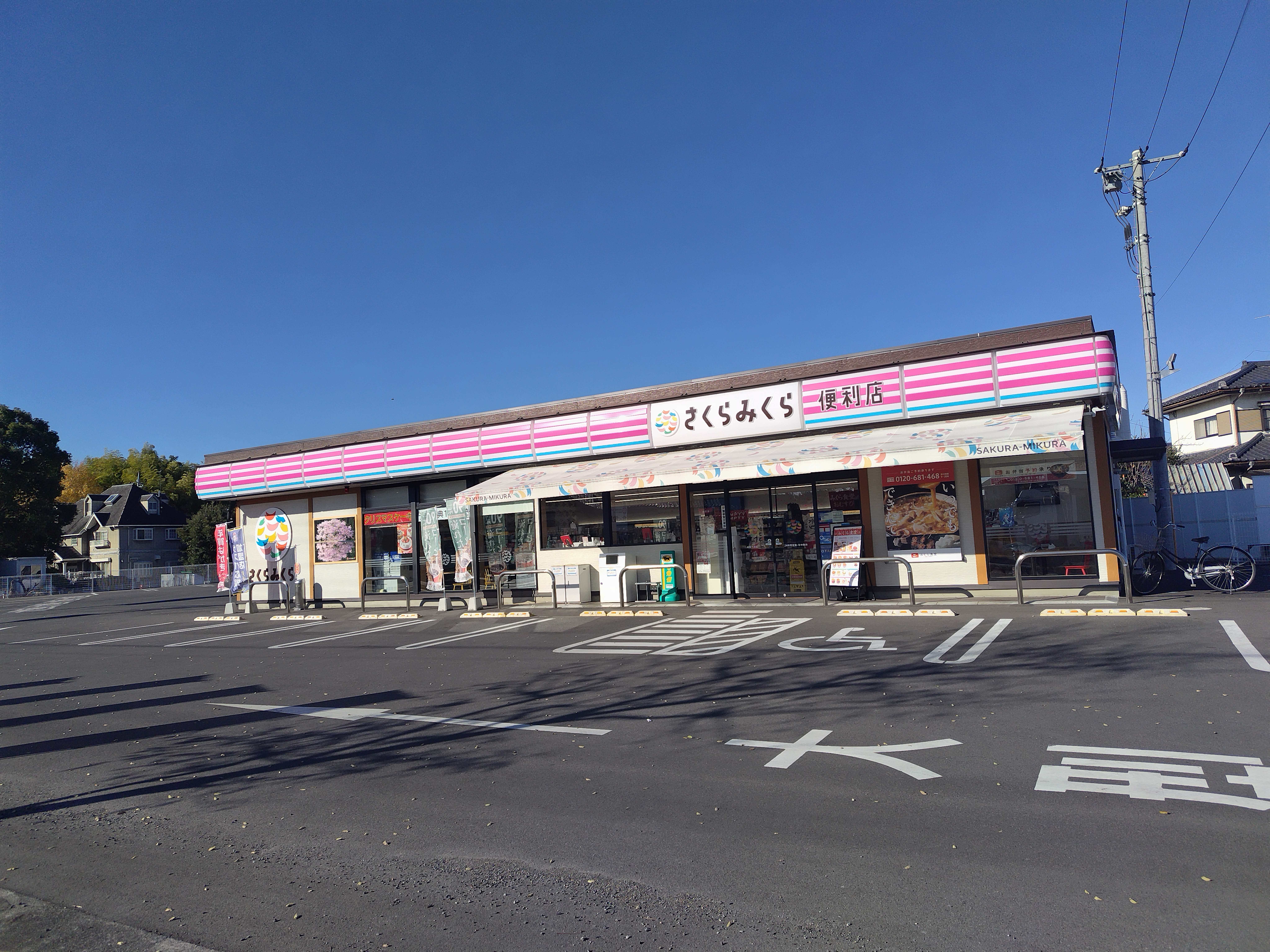
太田下浜田店

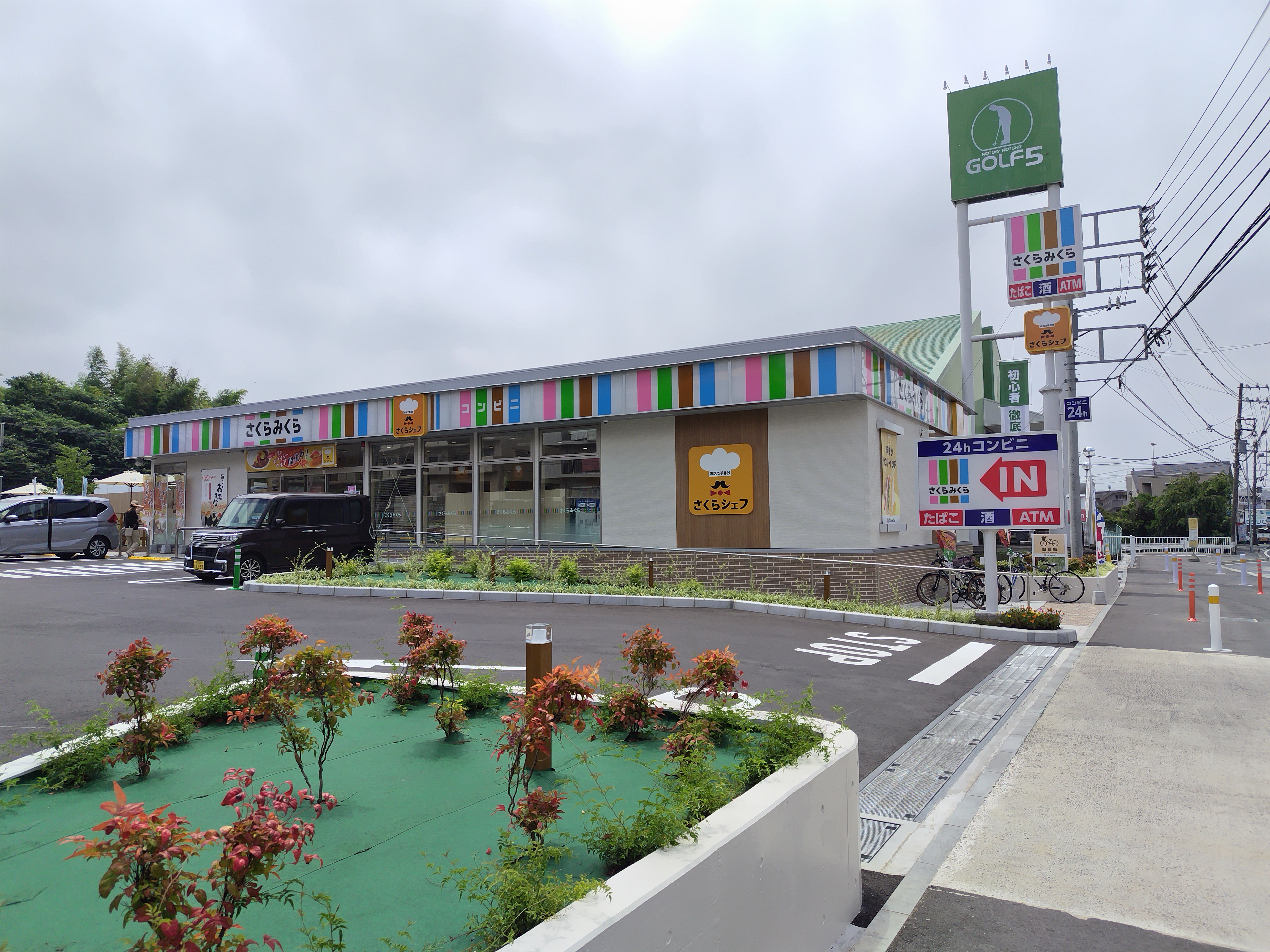
戸塚平戸店。群馬県内の店舗とは意匠が異なる。

- 笠懸阿左美店(1号店) 2021年6月27日オープン。
- みどり大間々町4丁目店(5号店)2022年3月17日オープン。

伊勢崎市
- 伊勢崎境上渕名店(2号店)2021年7月29日オープン。

太田市
- 太田下浜田店(3号店)2021年11月25日オープン。
- 太田新田市野井店(6号店)2022年4月21日オープン。
- 太田内ケ島店(7号店)2022年5月26日オープン。

館林市
- 館林瀬戸谷店(4号店)2022年1月20日オープン。

桐生市
- 桐生広沢町1丁目店(8号店)2022年6月23日オープン。

邑楽郡大泉町
- 大泉東小泉店(9号店)2022年7月21日オープン。

横浜市戸塚区
- 戸塚平戸店(10号店)2024年4月25日オープン[5]。